# Segna di Bonaventura

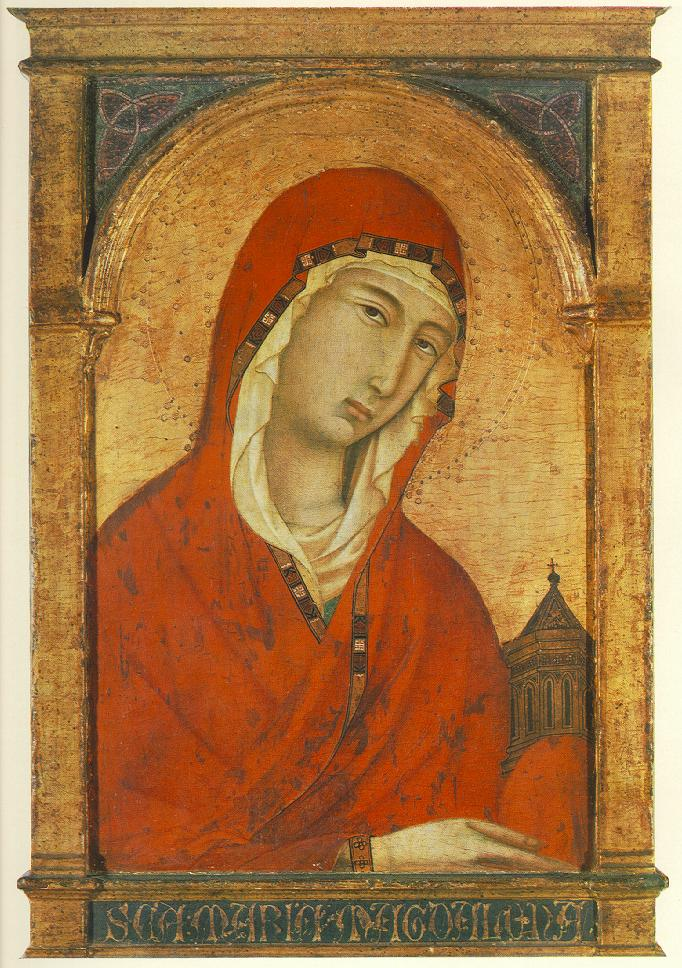
Santa Maddalena, 44.2 x 29.1 cm, Alte Pinakothek (Monaco di Baviera), c. 1320

Segna di Bonaventura (Siena, 1280 circa – Siena, 1331) è stato un pittore italiano appartenente alla scuola senese, forse allievo diretto di Duccio di Boninsegna, certo un fedele seguace.

## Biografia
È stato attivo dal 1298 al 1331.
Nel 1306 dipinge una tavoletta per la Magistratura della Biccherna situato nel Palazzo Pubblico di Siena. Nel 1317 dipinge un pannello per l'altare del convento di Lecceto (vicino a Siena). Nel 1319 ha dipinto la figura della Vergine nel Palazzo Pubblico. Nel 1321 dipinge un pannello ancora per il Palazzo Pubblico.
I figli di Segna di Bonaventura erano Niccolò di Segna e Francesco di Segna di Bonaventura sono stati anche loro pittori di scuola senese.

## Opere attribuite
Come quelli di Duccio, i dipinti di Segna di Bonaventura sono caratterizzati da ritmi graziosi e curvilinei e sottili miscele di colori.
La Maestà a Castiglion Fiorentino, il polittico della Pinacoteca di Siena, il polittico smembrato tra New York e Assisi e il Crocifisso oggi a Mosca sono le poche opere firmate di Segna; tuttavia in base a considerazioni di carattere stilistico gli sono stati attribuiti diversi altri dipinti su tavola:
- Crocifisso, Londra, National Gallery (1300-1315)
- Santa Margherita da Cortona, Portland (Oregon), Portland Art Museum
- Cristo Redentore benedicente, Arezzo, Chiesa di Badia
- Madonna col Bambino, Minneapolis, Minneapolis Institute of Arts
- Madonna con Bambino, Siena, Chiesa di Santa Maria dei Servi
- Crocifisso, Mosca, Museo Pushkin (firmato)
- Santa Maria Maddalena, Monaco di Baviera, Alte Pinakothek
- Santa Lucia, Budapest, Szépmüvészeti Múzeum)
- Madonna in Maestà, Castiglion Fiorentino, Collegiata di San Giuliano  (firmato)
- Cristo Redentore benedicente, scomparto di polittico, New York, The Metropolitan Museum of Art
- Madonna con Bambino, Roma, collezione privata
- Madonna con Bambino, Honolulu, Honolulu Academy of Arts
- Giudizio Universale, Angers, Musée des Beaux-Arts
- Madonna con Bambino in trono e santi, New Haven, Yale University Art Gallery
- San Tommaso, Firenze, Villa I Tatti, The Harvard University Center for Italian Renaissance Studies
- Madonna con Bambino, Siena, Museo Diocesano d'Arte Sacra
- Madonna con Bambino, Colle di Val d'Elsa, Museo civico e d'arte sacra di Colle di Val d'Elsa
- San Paolo; Madonna; San Giovanni Evangelista; San Romualdo, scomparti di polittico, Siena, Pinacoteca Nazionale  (firmato)
- Polittico (smembrato) con la Madonna con Bambino tra santi  (firmato)
  - Madonna con Bambino; san Benedetto; san Silvestro, New York, The Metropolitan Museum of Art
  - San Giovanni evangelista, New York, The Metropolitan Museum of Art
  - San Giovanni Battista, Assisi, Museo del Tesoro della Basilica di San Francesco e Collezione Perkins
- Crocifisso, Arezzo, Chiesa di Badia (1319)
- Madonna con Bambino, Raleigh, North Carolina Museum of Art
- Crocifisso, Siena, Pinacoteca Nazionale
- Crocifisso, Massa Marittima, Cattedrale (attr. anche al Maestro di San Polo in Rosso)
- Madonna col Bambino, Abbazia di Monte Oliveto Maggiore, Sala del Capitolo, detta Definitorio (attr. anche al Maestro di Monteoliveto).
- Madonna col Bambino, Palazzo Barberini, Galleria Nazionale d'Arte Antica, Roma
- Crocifisso, Chianciano Terme, Museo della Collegiata

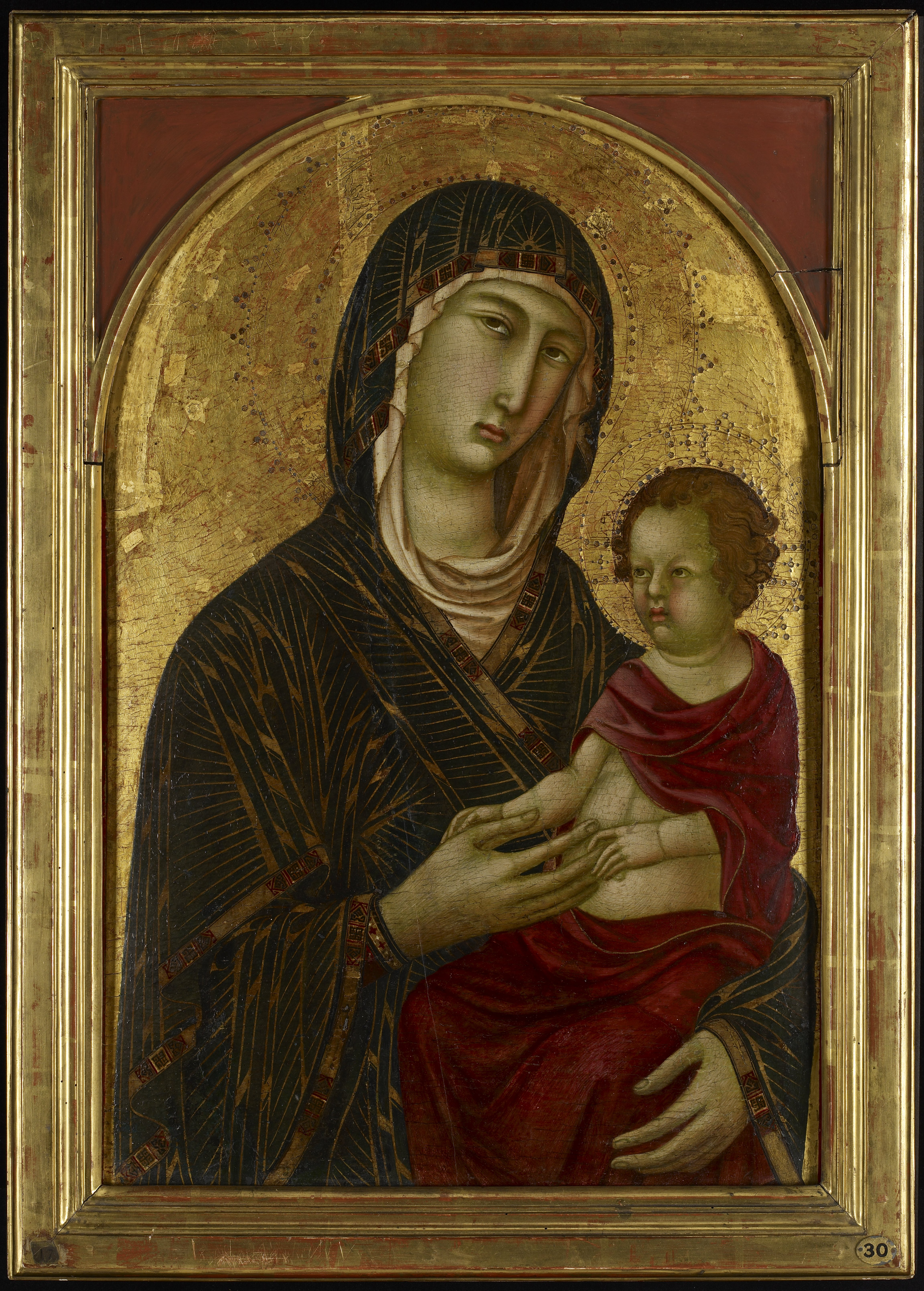
Madonna col Bambino, 1310 circa, Minneapolis Institute of Arts
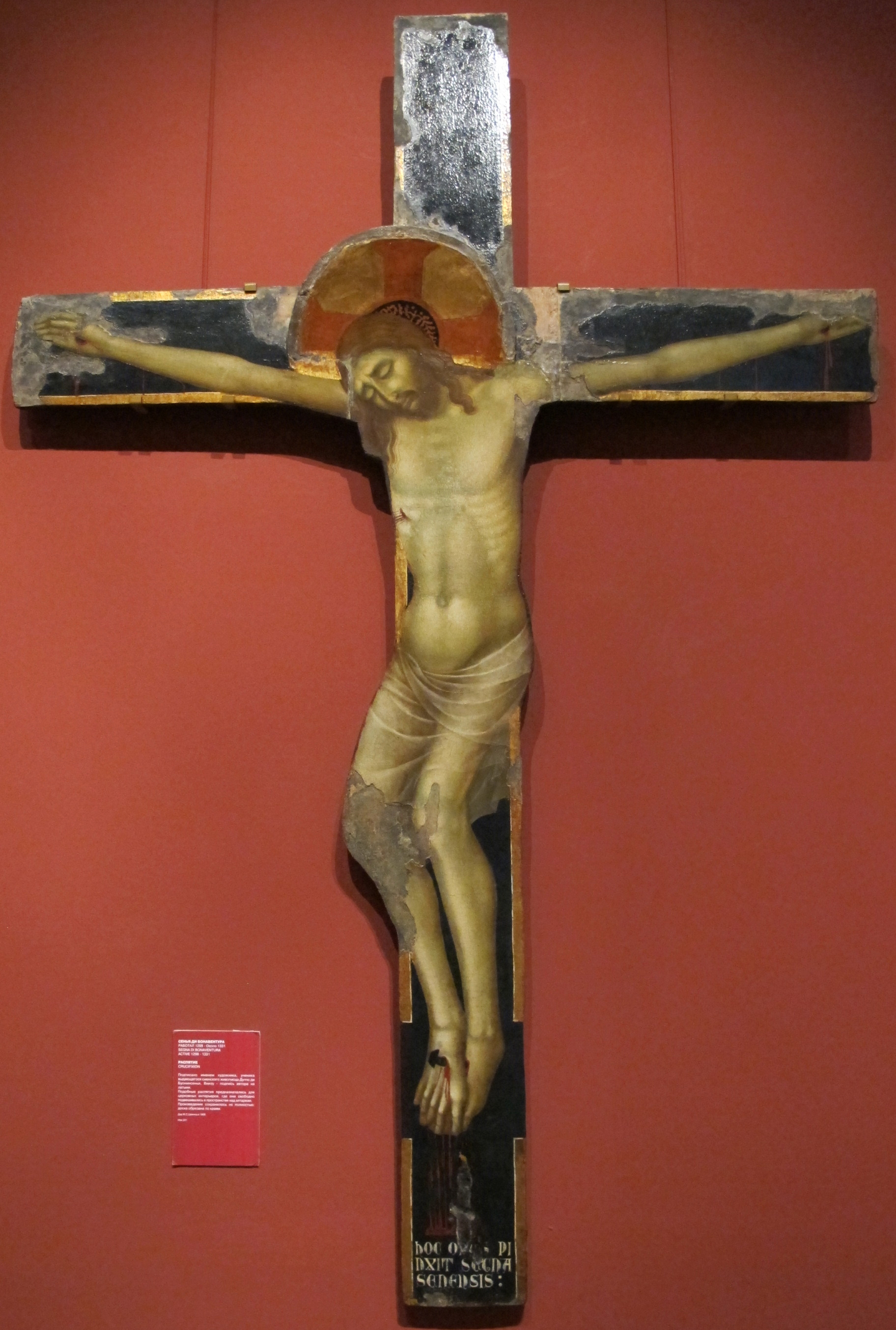
Crocifisso, Mosca, Museo Pushkin (firmato)
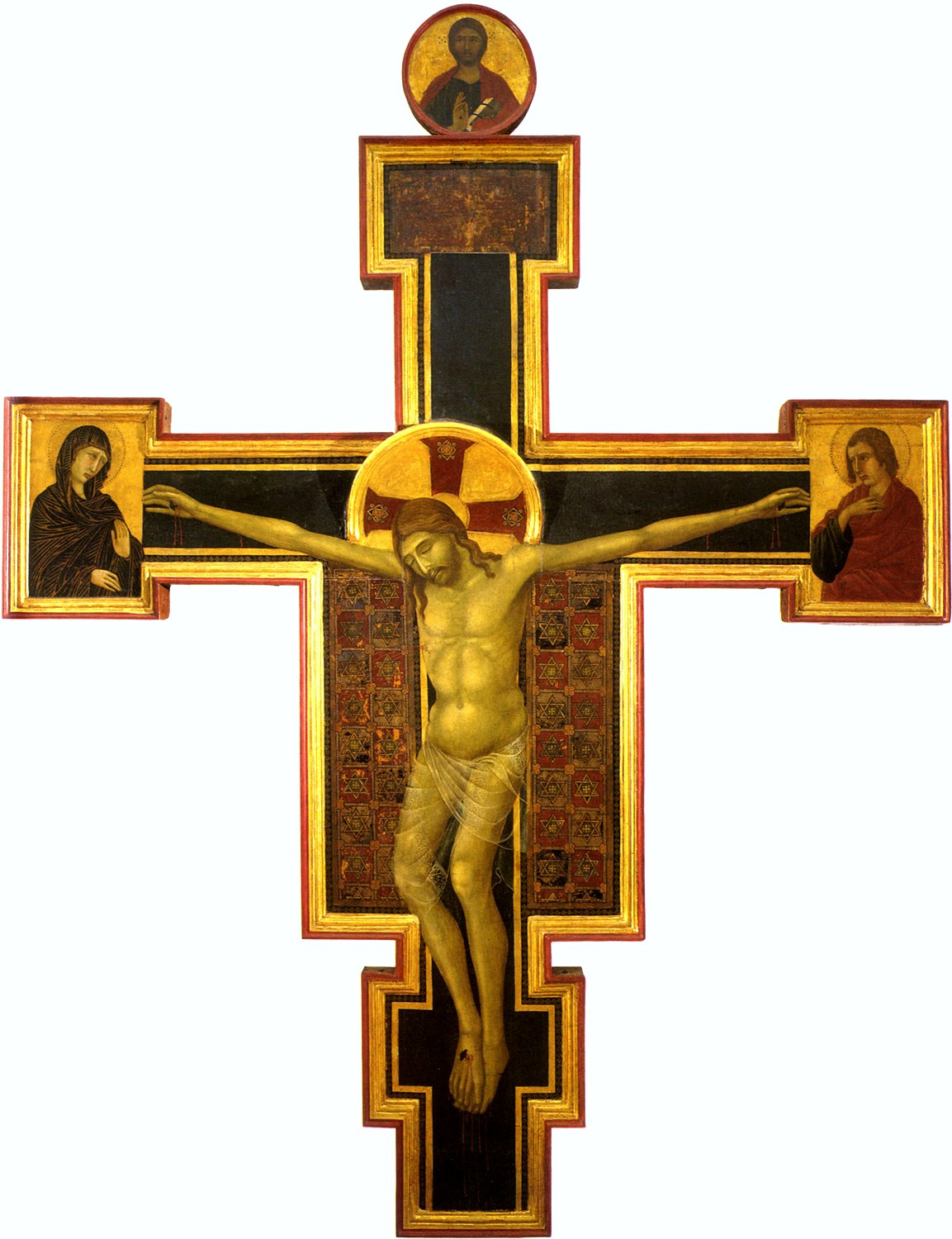
Crocifisso, 1310-15, Pinacoteca Nazionale di Siena
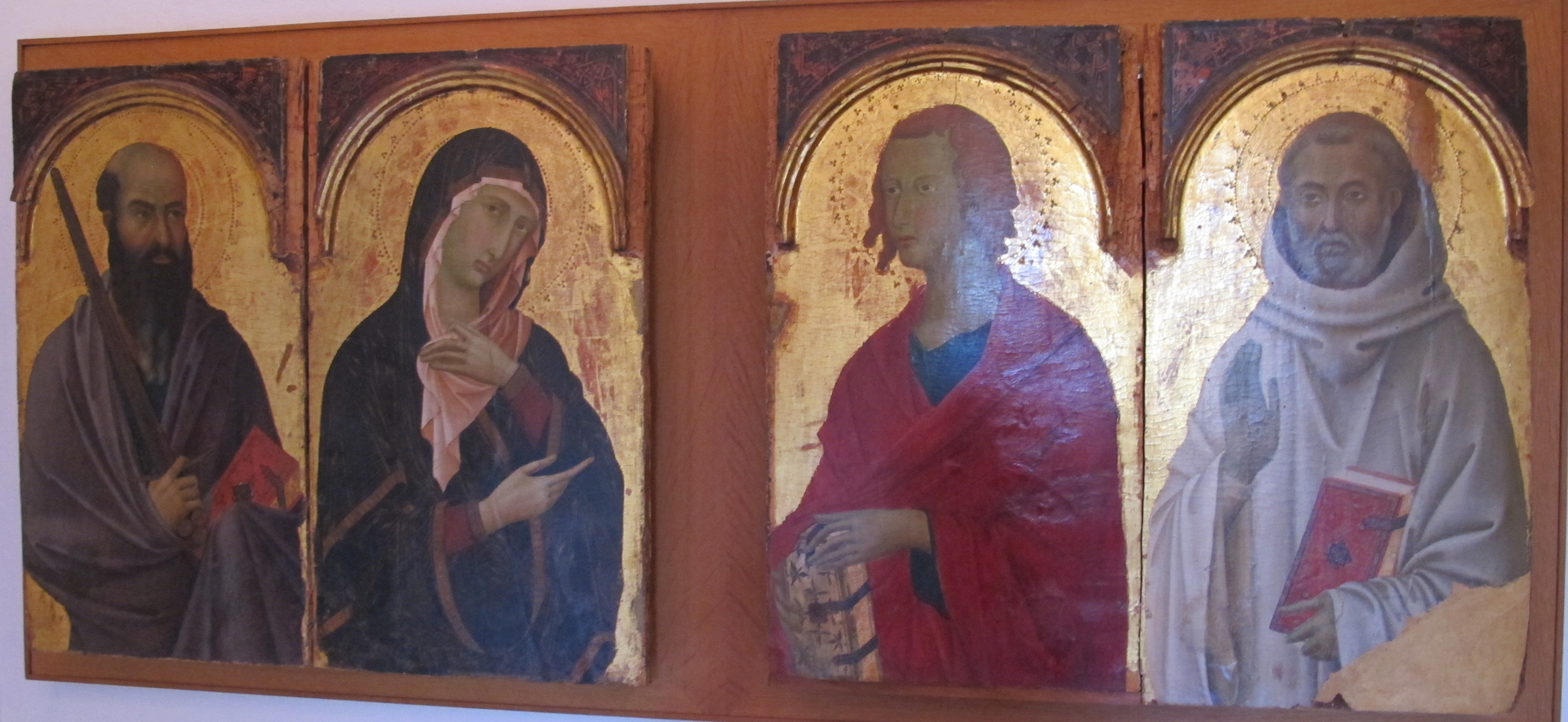
Madonna e tre santi, 1315, Siena, Pinacoteca Nazionale (firmato)
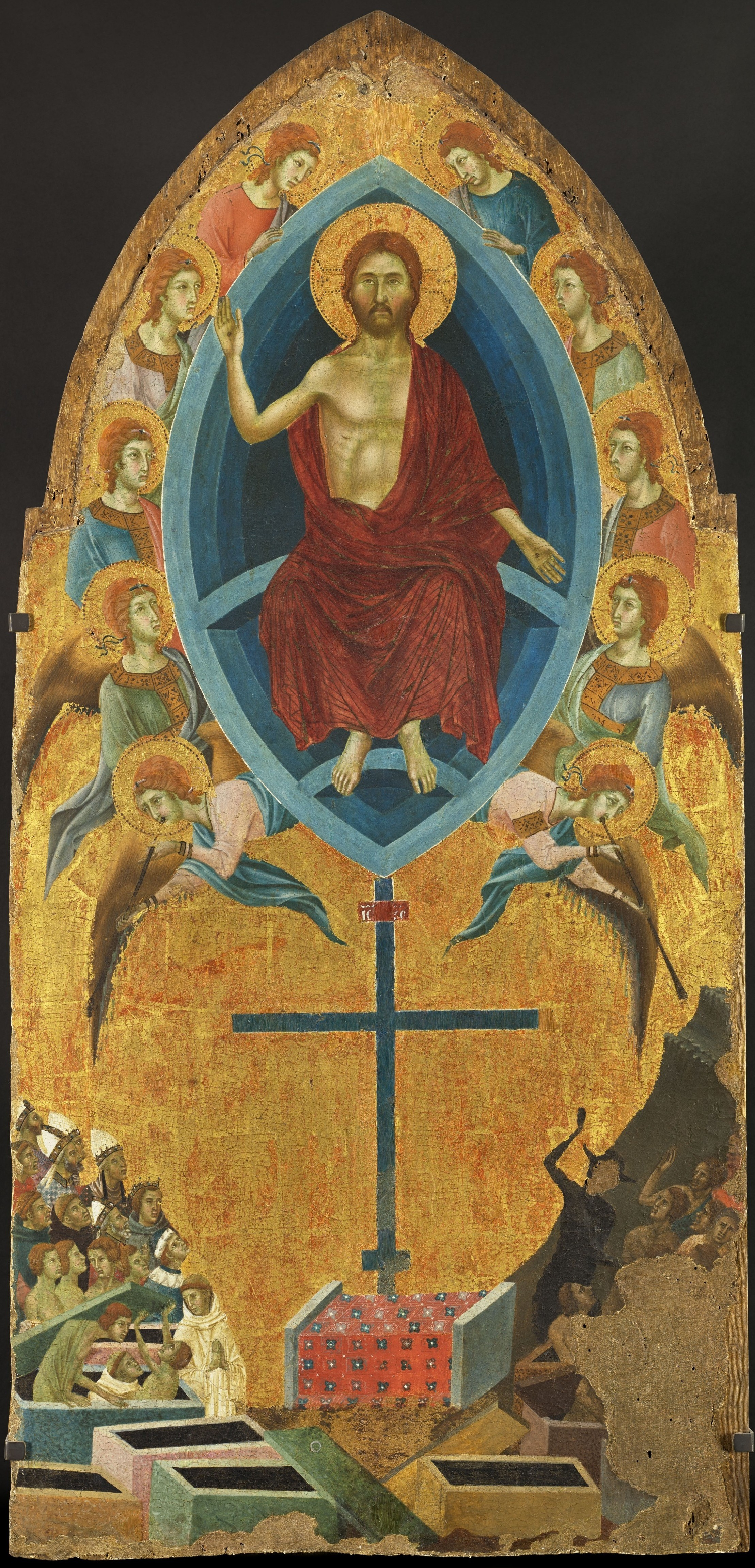
Il Giudizio finale, Musée des Beaux-Arts d'Angers
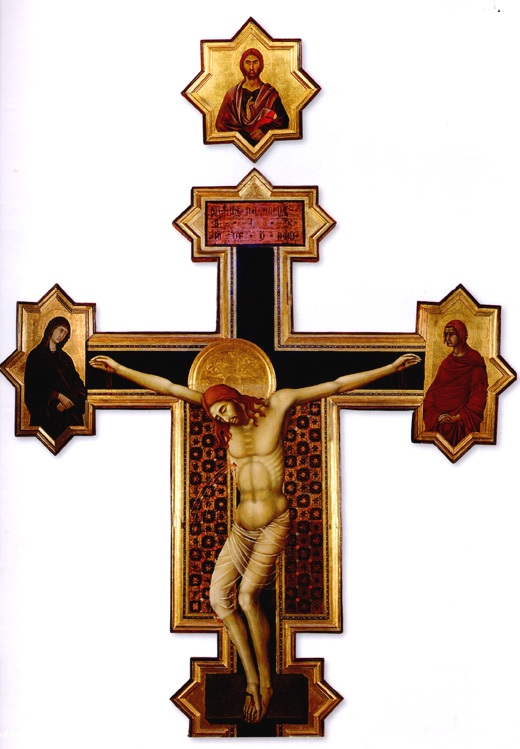
Crocifisso, 1319, Arezzo, Badia delle Sante Flora e Lucilla
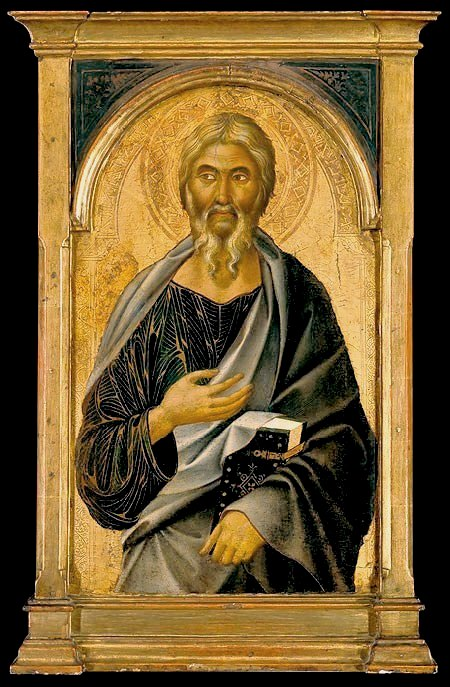
San Giovanni Evangelista, 1320 circa, New York, Metropolitan Museum of Art
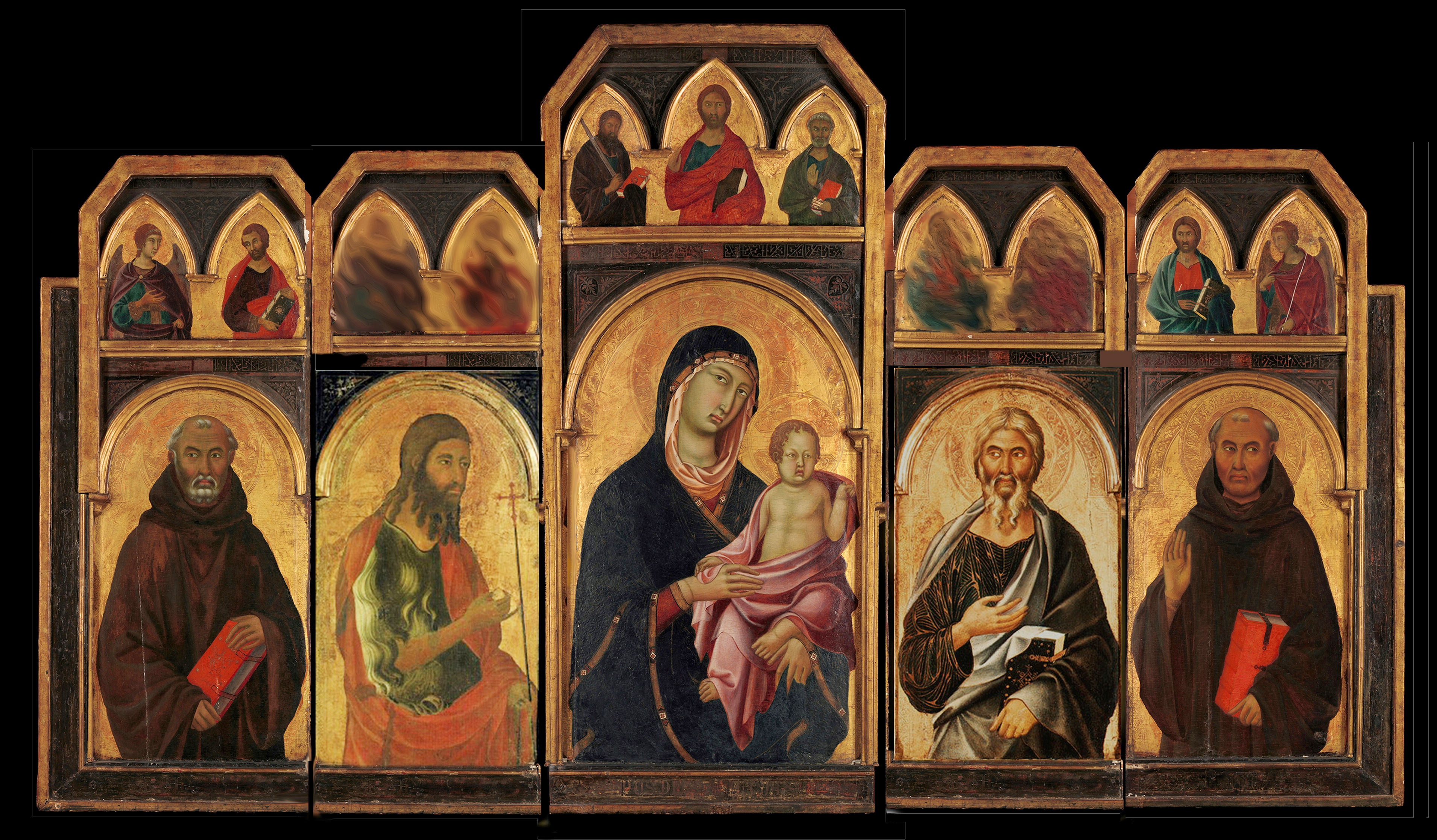
Ricostruzione di polittico smembrato, 1320 c., pannelli al Metropolitan Museum di  New York e al Museo di San Francesco di Assisi (firmato)
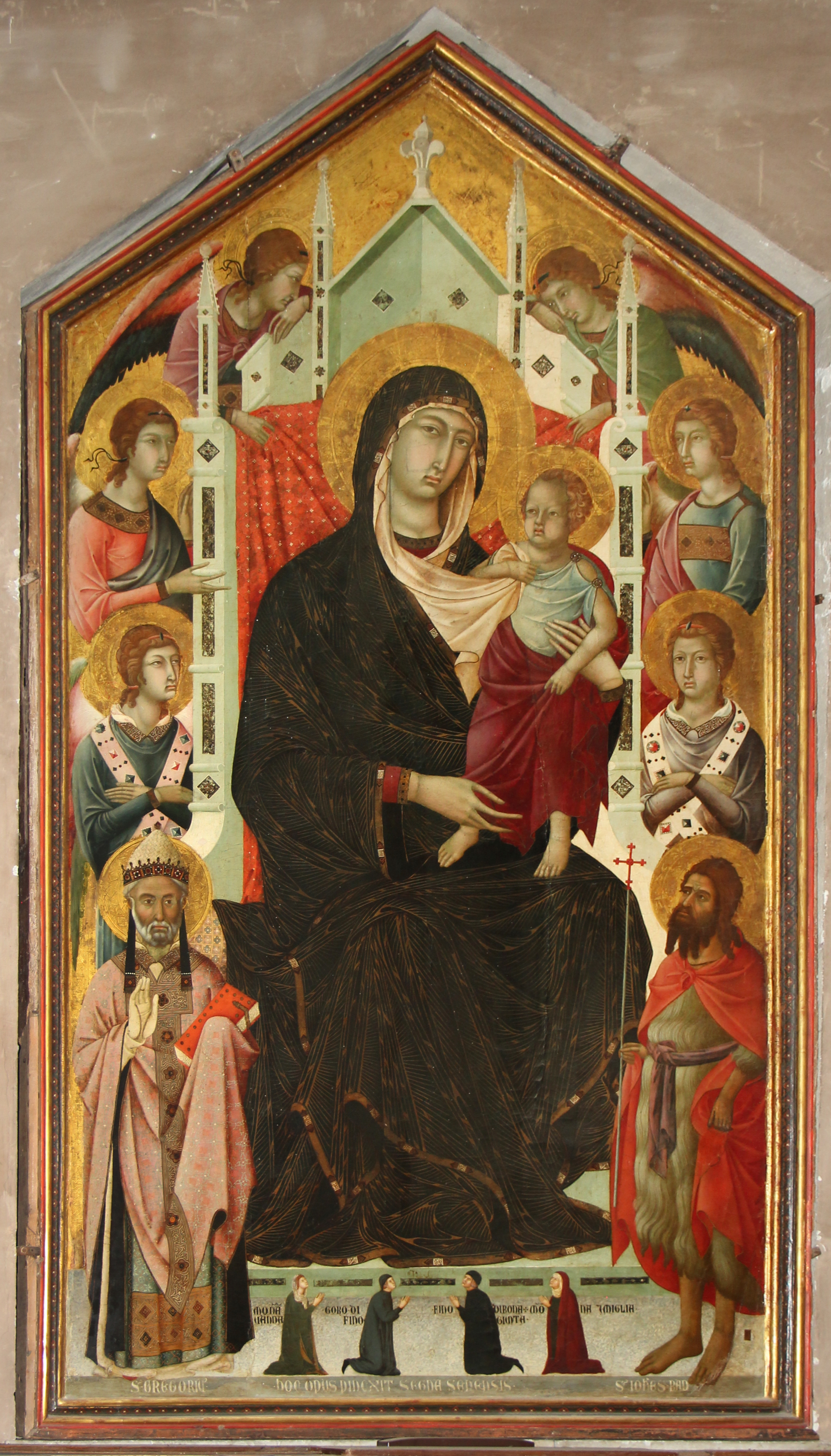
Maestà con i santi Gregorio e Giovanni Battista e quattro donatori, 1320, Castiglion Fiorentino, Collegiata di San Giuliano (firmato)
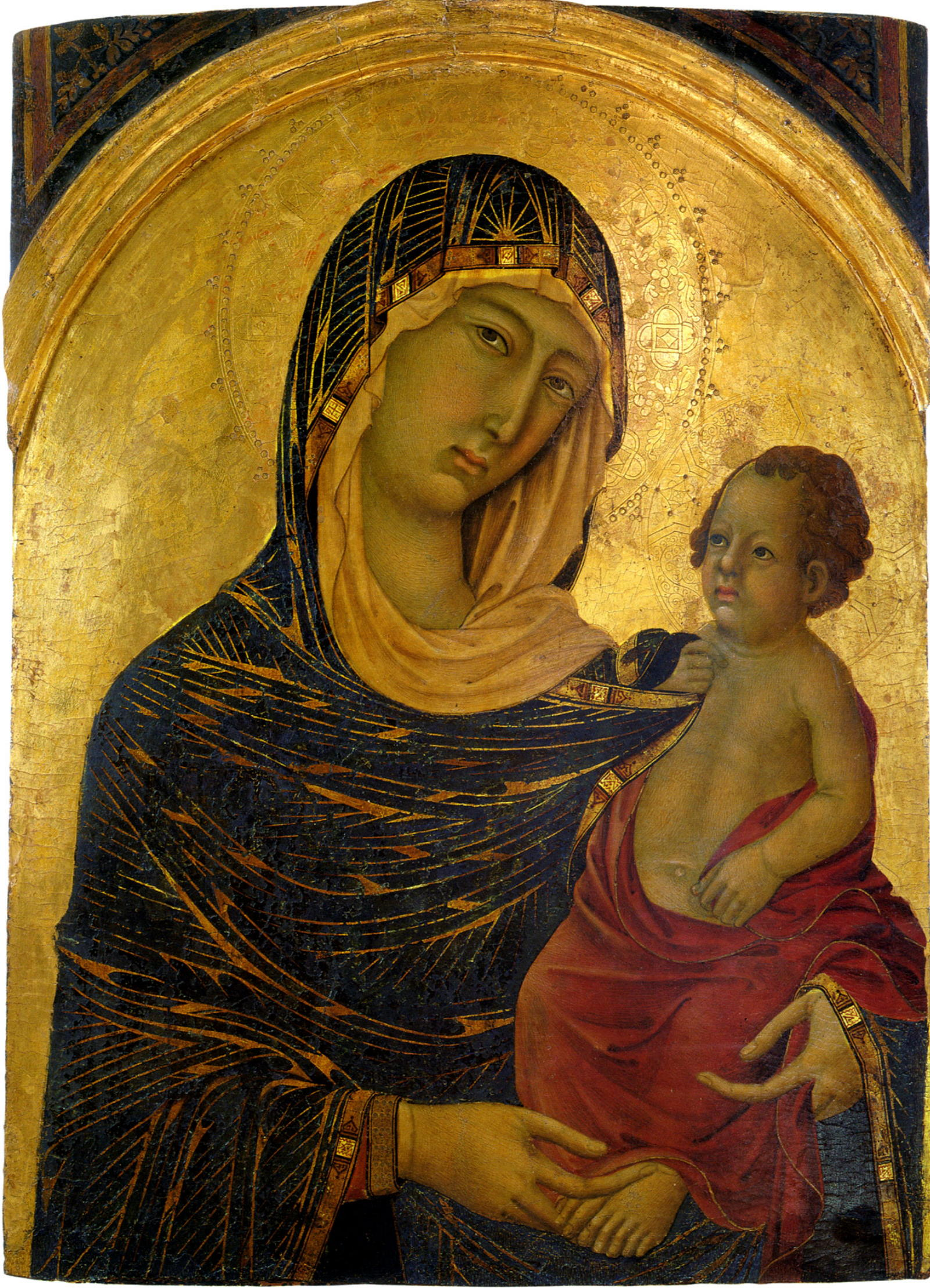
Madonna col Bambino, c. 1325-30, Asciano, Museo d’arte
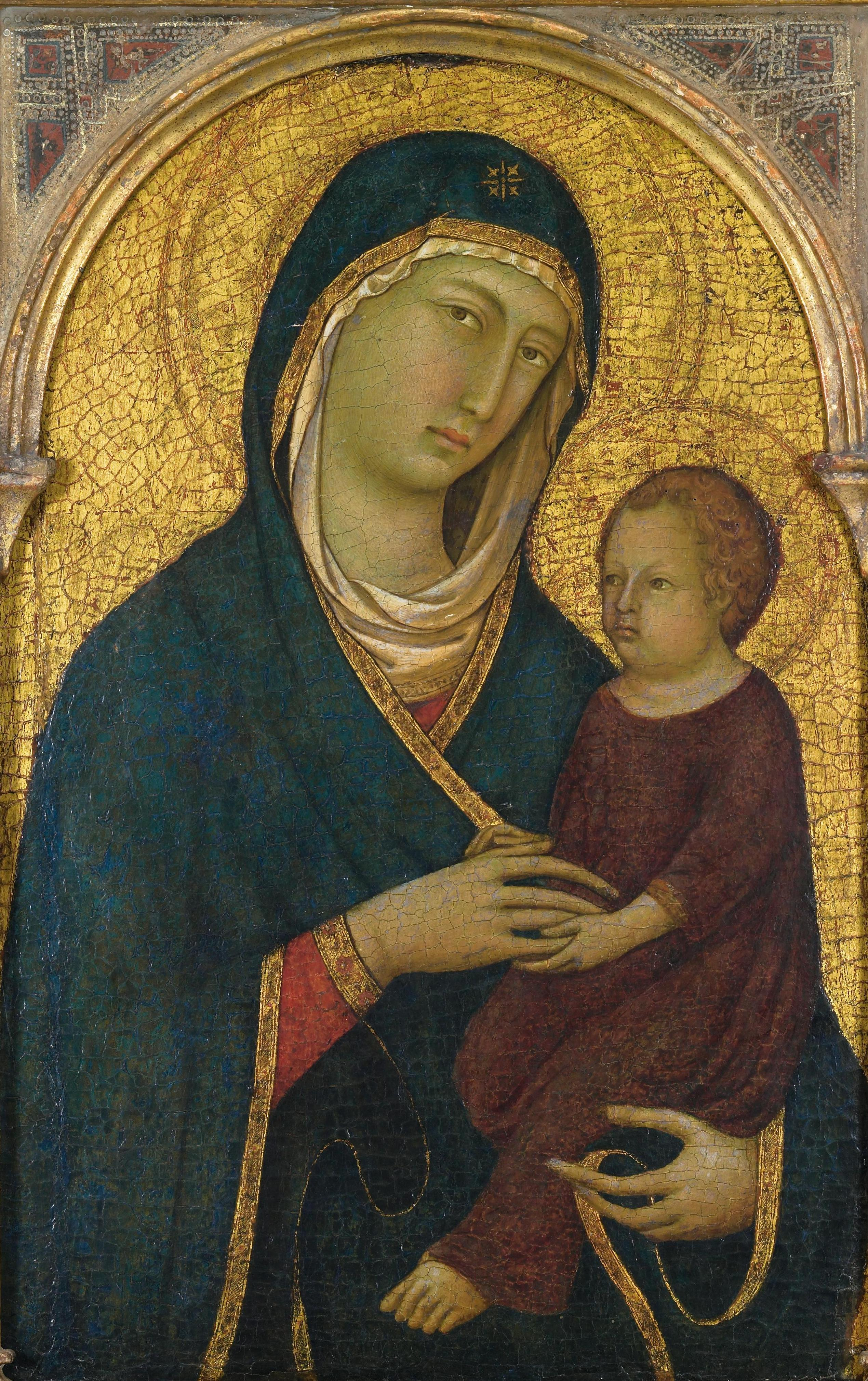
Madonna col Bambino, c. 1325-30, Honolulu Academy of Arts